# Pete Brock
Peter Brock (nacido en noviembre de 1936) es un diseñador de automóviles y remolques, autor y fotoperiodista estadounidense, conocido sobre todo por su trabajo en el Shelby Daytona Cobra Coupe y el Corvette Sting Ray.

## Primeros años y educación
Peter Elbert Brock (llamado Elbert en honor a su abuelo E. J. Hall, codiseñador del motor Liberty L-12 y cofundador de Hall-Scott Motor Car Company) creció principalmente en la zona de Sausalito, en el norte de California. Cuando tenía 16 años, ahorró para comprar un MG de 1949 en la parte trasera del taller donde trabajaba. Además del trabajo que Brock hizo en el coche, lo pintó de blanco para que la librea del coche coincidiera con los colores de las carreras internacionales de Estados Unidos, azul y blanco.
Brock tuvo su primer contacto con las carreras profesionales cuando acudió a su primera carrera en carretera en Pebble Beach, California, en 1951, fotografiando coches y pilotos, incluido Phil Hill en la carrera de 1952, pero aún era demasiado joven para obtener una licencia de piloto de carreras, ya que el requisito de edad mínima de la SCCA era de 21 años en aquella época.
Poco después, su familia se trasladó a Menlo Park. Empezó a buscar algo más rápido que su MG y encontró un Ford descapotable de 1946 a medio terminar en un lote de coches usados. Empezó a personalizar el Ford, lo que incluía convertir la librea en el esquema de carreras americano blanco y azul (coche blanco con dos rayas azules en el centro). Cuando aún estaba en el instituto, ganó la exposición de Oakland Roadster con el coche, que por entonces se llamaba "el Fordillac" por el motor Cadillac que Brock había instalado. Brock volvió a ganar el concurso con el coche en 1956, meses antes de dejar California para ir a General Motors en Detroit.
Al terminar el instituto, se matriculó en la Universidad de Stanford en el departamento de ingeniería. Posteriormente abandonó los estudios y se dirigió a Los Ángeles para matricularse en lo que entonces se llamaba la Escuela del Centro de Arte, más tarde conocida como el Colegio de Diseño del Centro de Arte en Pasadena, California. Cuando le pidieron su portafolio, no había traído ningún dibujo, así que volvió a su coche, hizo algunos dibujos de coches hot rod en su carpeta de anillas, volvió a la oficina de admisiones y presentó su "portafolio", y fue admitido.

## Carrera

### General Motors
A la edad de 19 años, cuando aún asistía a la escuela del Art Center, Brock se convirtió en el diseñador más joven contratado por el departamento de diseño de GM de General Motors. En noviembre de 1957, Brock dibujó el boceto (con génesis en el Victress C2 diseñado por Merrill Powell) que el vicepresidente de diseño de GM, Bill Mitchell, eligió para convertirse en el diseño del siguiente Corvette, el Corvette Stingray. Como GM se había comprometido a no participar en carreras (lo que se conoce como la prohibición de la AMA), Brock trabajó con Mitchell en 1958 en uno de los estudios de diseño, creando el prototipo del Stingray de carreras. El coche de producción pasó a llamarse Sting Ray y salió a la venta en 1963, casi 4 años después de que Brock dejara GM.

### Shelby americano
Una vez cumplidos los 21 años, lo que le permitió obtener su licencia de competición de la SCCA, Brock dejó GM en 1959 para volver a California. En Detroit había estado trabajando en un Cooper de mediados de los años 50 que había corrido en Le Mans. Al volver a California con el Cooper, empezó a trabajar para Max Balchowsky en el taller de Max's Hollywood Motors durante el día y trabajó en su coche de carreras por la noche. En 1961, Carroll Shelby y Paul O'Shea se reunieron en el Riverside Raceway para hablar de abrir una escuela de pilotos. Cuando Shelby y O'Shea tuvieron un desacuerdo sobre quién trabajaría para quién, O'Shea se marchó. Shelby contrató a Brock como su primer empleado remunerado, dirigiendo la Carroll Shelby School of High Performance Driving. Brock trabajó en Shelby American hasta el final de la temporada de 1965 en la marca Shelby American, creando los logotipos, el merchandising, los anuncios y las libreas de los coches. Diseñó los componentes de los Shelby Mustang GT350 y diseñó coches de carreras para Shelby como el Lang Cooper, el Nethercutt Mirage, el De Tomaso P70 y los cupés Shelby Daytona Cobra que ganaron el Campeonato Mundial de GT de la FIA en 1965.

### Brock Racing Enterprises
En diciembre de 1965, Brock creó su propia empresa de diseño y equipo de carreras de automóviles, Brock Racing Enterprises (BRE), que trabajó con Hino, Toyota y Datsun. Entre los coches GT que Brock diseñó para los clientes de BRE se encuentran el Hino Samurai, el Toyota JP6 y el Triumph TR-250K. Brock continuó compitiendo, ahora conduciendo su propio Lotus 11 MKII y con viajes pagados con un TVR y un Mercury en la serie NASCAR. Brock comenzó a desarrollar el rendimiento del Hino 900, que luego evolucionó a su Hino 1300 Contessa. Cuando Toyota se hizo con Hino, Brock diseñó para ellos el prototipo JP6. Toyota tenía previsto entregar a BRE varios Toyota 2000GT para que los utilizara en las carreras Trans-Am, pero cuando Toyota entregó los coches a Carroll Shelby, Brock se puso en contacto con Datsun. BRE se convirtió en el equipo de carreras de fábrica de Datsun de la costa oeste y compitió en 1969 en la clase DP de la SCCA con los Datsun 2000 roadsters, en 1970 y 1971 en la clase CP con los 240Z (campeones nacionales de la SCCA en 70-71) y en 1971-72 en las carreras de la serie Trans-Am 2.5 con los Datsun 510 (campeones nacionales en 71-72). El equipo de carreras se disolvió al final de la temporada de 1972 cuando Brock se dedicó al ala delta.

### Productos Ultralite
Brock fundó Ultralite Products, que convirtió en la mayor empresa de ala delta del mundo, y desarrolló el deporte de la competición de ala delta de larga distancia. Después dejó la empresa, alegando su descontento con las leyes de responsabilidad civil, y volvió a la industria del automóvil.

### Instructor, autor y fotógrafo
Brock se convirtió en instructor en su alma mater, el Art Center College of Design de Pasadena, California. A principios de la década de 1990 escribió un libro sobre los cupés Cobra de Daytona, y luego trabajó durante 21 años como reportero gráfico, cubriendo principalmente las carreras de resistencia para revistas de automoción [¿cuál?]. En 2013, escribió Corvette Sting Ray: Genesis of an American Icon sobre el desarrollo del Corvette de 1963.

### Actualmente
En la actualidad[¿cuándo?], Brock vive en Henderson, Nevada, en la zona de Las Vegas, con su esposa Gayle, y trabaja junto a escritores independientes de automoción y fotógrafos de carreras.
Brock también continuó diseñando nuevos modelos de automóviles de arcilla. En 2008, Brock diseñó un trailer automovilístico aerodinámico llamó el Aerovault, con construcción de aluminio.
Gayle dirige la operación actual de BRE, que ofrece recuerdos de los años 60 y 70, construye los remolques de coches Aerovault y ofrece piezas y accesorios de recambio para Datsuns y réplicas del Daytona Coupe.

## Premios y reconocimiento
En 2010, la International Vehicle Preservation Society concedió a Brock el premio International Automotive Media Lifetime Achievement Award.
Ese mismo año, el Art Center College of Design concedió a Brock el premio Lifetime Achievement Award por sus "destacados logros en los campos del diseño de automóviles, la tecnología, la innovación, los deportes de motor y el periodismo".
En 2012, BRE recibió una mención de la ciudad de Henderson por "sus contribuciones a la industria del automóvil y en agradecimiento a su apoyo a la comunidad."
Brock, en enero de 2013, recibió el premio Phil Hill del Road Racing Drivers Club (RRDC). El RRDC otorga el premio Phil Hill por su destacado servicio a las carreras de carretera. Brock recibió el premio en el Daytona Speedway de manos de Bobby Rahal.
Los artículos sobre la carrera de Brock han aparecido en las revistas Classic Motorsports, Automobile, MotorTrend Classic, Grassroots Motorsports y Car & Driver.